# Waaiermot
De waaiermot, het zespennig waaiermotje of de kamperfoeliebloesemmot (Alucita hexadactyla) is een nachtvlinder uit de familie Alucitidae (waaiervlinders). De spanwijdte bedraagt tussen de 14 en 16 millimeter.
De vlinder is algemeen in Nederland en België en kan het hele jaar door worden aangetroffen, de imago overwintert.
Waardplant van de waaiermot is  kamperfoelie. De rups eet van de nog niet geopende kamperfoeliebloesem de meeldraden en stampers. Soms komen ze ook tot het mineren van bladeren.